# قره‌چناق (نمین)
قره‌چناق روستایی است که در استان اردبیل، شهرستان نمین، بخش ویلکیج، دهستان ویلکیج مرکزی قرار دارد.
این روستا توسط چند جویبار احاطه شده است و اطراف آن بجز در زمستان در بقیه فصول سرسبز است،
در فصل بهار بوی گلهای بهاری که در کنار جویبارهای اطراف روستا می‌رویند انسان را مدهوش می‌کنند. فاصله مستقیم این روستا از جنگل فندقلو حدود هزار و پانصد متر است و بخشی از زمینهای کشاورزی این روستا در دامنه جنگل فندقلو قرار دارند.

## جمعیت
بر اساس سرشماری سال ۱۳۹۱ جمعیت این روستا ۳۷۲نفر با ۹۳ خانوار بوده‌است.